# Società Sportiva Giulianova 1946-1947
Questa voce raccoglie le informazioni riguardanti la Società Sportiva Giulianova nelle competizioni ufficiali della stagione 1946-1947.

## Stagione
Il Giulianova chiude il campionato 1946-1947 al 3º posto. In questo torneo vengono disputati i derby contro Ascoli (0-2; 1-0), Sambenedettese (2-3; 0-0) e Teramo. I derby contro il Teramo terminano in pareggio, 1-1 a Giulianova e 0-0 al Comunale, con incidenti tra le opposte tifoserie.

## Rosa
| N. |                   | Ruolo | Calciatore |
| -- | ----------------- | ----- | ---------- |
|    | Italia (bandiera) | C     | Assenti    |
|    | Italia (bandiera) | D     | Braga      |
|    | Italia (bandiera) | A     | Candelori  |
|    | Italia (bandiera) | P     | Chiarolla  |
|    | Italia (bandiera) | C     | Di Marco   |
|    | Italia (bandiera) | A     | Esposito   |
|    | Italia (bandiera) | D     | Franchini  |
|    | Italia (bandiera) | D     | Garaffi    |
|    | Italia (bandiera) | A     | Marà       |

| N. |                   | Ruolo | Calciatore |
| -- | ----------------- | ----- | ---------- |
|    | Italia (bandiera) | C     | D.Marzi    |
|    | Italia (bandiera) | C     | M.Marzi    |
|    | Italia (bandiera) | C     | Mazza      |
|    | Italia (bandiera) | C     | Mosca      |
|    | Italia (bandiera) | P     | Poliandri  |
|    | Italia (bandiera) | D     | Pollastri  |
|    | Italia (bandiera) | D     | Rossi      |
|    | Italia (bandiera) | D     | Taffoni    |
|    | Italia (bandiera) | A     | Zilli      |

## Risultati

### Campionato - Serie C

#### Girone di andata
| 27 ottobre 1946 1ª giornata | Ascoli | 2 – 0 | Giulianova |  |

| 3 novembre 1946 2ª giornata | Giulianova | 1 – 1 | Teramo |  |

| 10 novembre 1946 3ª giornata | Maceratese | 3 – 0 | Giulianova |  |

| 17 novembre 1946 4ª giornata | Giulianova | 2 – 1 | Chieti |  |

| 24 novembre 1946 5ª giornata | Sangiorgese | 1 – 2 | Giulianova |  |

| 1 dicembre 1946 6ª giornata | Portocivitanovese | 1 – 0 | Giulianova |  |

| 8 dicembre 1946 7ª giornata | Giulianova | 4 – 1 | Vastese |  |

| 15 dicembre 1946 8ª giornata | Sambenedettese | 3 – 2 | Giulianova |  |

| 22 dicembre 1946 9ª giornata | Tolentino | 1 – 0 | Giulianova |  |

| 29 dicembre 1946 10ª giornata | Giulianova | 4 – 1 | Fabriano |  |

| 5 gennaio 1947 11ª giornata | Giulianova | 2 – 1 | Sulmona |  |

| 12 gennaio 1947 12ª giornata | Fermana | 2 – 0 | Giulianova |  |

| 19 gennaio 1947 13ª giornata | Giulianova | 3 – 0 | Portorecanati |  |

#### Girone di ritorno
| 9 febbraio 1947 14ª giornata | Giulianova | 1 – 0 | Ascoli |  |

| 16 febbraio 1947 15ª giornata | Teramo | 0 – 0 | Giulianova |  |

| 23 febbraio 1947 16ª giornata | Giulianova | 0 – 1 | Maceratese |  |

| 2 marzo 1947 17ª giornata | Chieti | 2 – 0 | Giulianova |  |

| 9 marzo 1947 18ª giornata | Giulianova | 1 – 0 | Sangiorgese |  |

| 16 marzo 1947 19ª giornata | Giulianova | 1 – 0 | Portocivitanovese |  |

| 23 marzo 1947 20ª giornata | Vastese | 0 – 0 | Giulianova |  |

| 30 marzo 1947 21ª giornata | Giulianova | 0 – 0 | Sambenedettese |  |

| 6 aprile 1947 22ª giornata | Giulianova | 1 – 0 | Tolentino |  |

| 13 aprile 1947 23ª giornata | Fabriano | 0 – 6 | Giulianova |  |

| 20 aprile 1947 24ª giornata | Sulmona | 3 – 0 | Giulianova |  |

| 27 aprile 1947 25ª giornata | Giulianova | 1 – 0 | Fermana |  |

| 4 maggio 1947 26ª giornata | Portorecanati | 1 – 0 | Giulianova |  |